# Пахоруков, Николай Матвеевич
Никола́й Матве́евич Пахору́ков (9 мая 1948, пос. Соколово, Бийский район, Алтайский край — 28 февраля, 2021, г. Пермь, Россия) — советский, российский ученый зоолог, арахнолог, декан биологического факультета, заведующий кафедрой зоологии беспозвоночных Пермского университета.
Руководитель пермской арахналогической школы. Первым из отечественных арахнологов применил количественные методы для описания структуры населения пауков.

## Биография
Родился в семье рабочего. В 1966 г. переехал в Ижевск, где работал токарем на электромеханическом заводе. С 1967 по 1969 служил в армии.
С 1969 по 1974 год учился на биофаке Пермского университета, исполнял обязанности профорга, старосты группы и старосты курса.
С 1 августа 1974 г. зачислен на должность ассистента кафедры зоологии беспозвоночных.
В 1975 году поступил в аспирантуру институте Экологии растений и животных г. Свердловск к профессору Н. Н. Данилову. Защитил в 1979 г. кандидатскую диссертацию.
С июня 1982 года — старший преподаватель,   с июня 1987 г. — доцент кафедры зоологии беспозвоночных. Звание доцента по кафедре присвоено в 1989 г.
С 1988 по 1994 года — декан, с 1995 по 2002 год — замдекана биологического факультета Пермского университета.
С июля 2001 по 2004 год — заведующий кафедрой зоологии беспозвоночных Пермского университета. С июня 2006 года — пенсионер.

## Научная деятельность
Н. М. Пахоруков — первый из отечественных арахнологов, кто применил количественные методы для описания структуры населения пауков. В этом смысле он существенно развил традицию пермской школы зоологи, восходящую к В. Н. Беклемишеву, согласно которой животных нужно не ловить, а считать. Он и его ученики дали первые примеры исследований, содержащих количественную оценку пауков в разных биотопах.
Стал основателем лаборатории энтомологии, научным руководителем арахно-энтомологического направления в Пермском университете. К. Г. Михайлов отмечает его вклад как руководителя пермской, старейшей из арахналогических школ страны, ссылаясь также в своём обзоре на его работу "Арахнологи Советского Союза".
В своей диссертации "Пауки Северного Урала" (написанной после серии экспедиций в данный регион) впервые дал количественную оценку пауков этого региона в разных биотопах, показав важность их роли в фауне Северного Урала. Позже являлся также научным руководителем экспедиций и исследований пауков Южного Урала: под его руководством было проведено описание качественного и количественного состава фауны пауков, их биотопичекого распределения. Так, много лет он возглавлял исследования в Печоро-Илычском государственном заповеднике, где изучались видовой состав и экология пауков. Заслугой его как учёного была организация и руководство экспедициями в труднодоступные места в условиях отсутствия дорог, фауна которых была ещё практически не исследована: отдельные районы Коми, Башкортостана, малодостуного участка Уральских гор в Свердловской области и пр.
Открыл новый вид пауков "Wubanoides uralensis" (Pakhorukov, 1981).
Его работы публиковались в таких крупнейших всесоюзных изданиях, как «Доклады АН СССР», "Труды Зоологического института АН СССР", «Энтомологическое обозрение»,  "Вестник зоологии" (издание Института зоологии НАН Украины) и пр.
Он — соавтор нескольких работ по зоологии, вышедших в ленинградском филиале издательства "Наука" ("Количественные методы в экологии и биоценологии животных" (1976), "Взаимосвязи компонентов лесных и болотных экосистем средней тайги Приуралья" (1980). Часть его исследований проведена в сотрудничестве с такими известными учёными, как В. И. Василевич,  А. С. Уточкин, С. Л. Есюнин и др. Н. М. Пахоруков выступил также как систематизатор научных персоналий в области арахнологии, он — составитель сборника "Арахнологи Советского Союза" (1989).
Н. М. Пахоруков являлся членом Российского арахнологического общества, принимал активное участие в сотрудничестве с  Международным центром арахнологической документации (CIDA, г. Париж). Являлся организатором II Всесоюзного арахнологического совещания (1987), секретарём межвузовского сборника научных трудов (с 1980).
Н. М. Пахоруков был научным руководителем таких учёных-арахнологов (позже — докторов наук), как С. Л. Есюнин и В. Е. Ефимик.

## Основные работы

### Статьи
1. Василевич В. И., Пахоруков Н. М. 1975. Связь распределения пауков с растительным покровом в средней тайге Приуралья // Доклады АН СССР. Т. 224, No.2. С. 460–463.
2. Василевич В. И., Боч М. С., Константинова Т. П., Бибикова Т. В., Пахоруков Н. М. 1976. Анализ взаимосвязи компонентов биогеоценозов на примере тайги Северного Предуралья // Биологические проблемы Севера. Петрозаводск.
3. Уточкин А. С., Пахоруков Н. М. 1976. Материалы к фауне пауков заповедника // Труды Печоро-Илычского государственного заповедника. Сыктывкар: Коми книж. изд-во. Вып.13. С. 78–88.
4. Пахоруков Н. М. 1977. Материалы к фауне пауков восточного склона Северного Урала. Пермь. 26 с. Депонировано в ВИНИТИ, No 4208–77.
5. Пахоруков Н. М., Уточкин А. С. 1977. Четыре новых для фауны СССР вида пауков (Aranei) с Северного Урала // Вестник зоологии. No.4. С. 91–92.
6. Пахоруков Н. М., Уточкин А. С. 1977. Малоизвестные и новые для фауны СССР виды пауков сем. Linyphiidae (Aranei) с Северного Урала // Энтомологическое обозрение. Т.56, вып.4. С. 907–911.
7. Пахоруков Н. М. 1979. Пауки Северного Урала (Эколого-фаунистический обзор). Автореф. диссер. ... к.б.н. Ленинград: Изд-во ЛГУ. 22 с.
8. Пахоруков Н. М. 1980. Пауки якшинского профиля // Взаимосвязи компонентов лесных и болотных экосистем средней тайги Приуралья. Л.: Наука. С. 160–171.
9. Василевич В. И., Пахоруков Н. М., Рубинштейн В. З., Рубинштейн Н. Р. 1980. Связь некоторых групп животного населения с растительными группировками // Взаимосвязи компонентов лесных и болотных экосистем средней тайги Приуралья. Л.: Наука. 211–223.
10. Пахоруков Н. М. 1981. К изучению пауков сем. Linyphiidae фауны лесной зоны СССР // Фауна и экология насекомых. Пермь: Изд-во Пермского государственного ун-та. С. 71–85.
11. Пахоруков Н. М., Исакова С. В., Картышева М. В. 1983. Характеристика аранеокомплексов некоторых биоценозов лесостепного Зауралья // Фауна и экология насекомых Урала. Свердловск. С. 42–43.
12. Пахоруков Н. М. 1984. Пауки нижних ярусов таежных биоценозов Северного Зауралья // Фауна и экология паукообразных. Пермь: Изд-во Пермского государственного ун-та. С. 92–101.
13. Пахоруков Н. М. 1985. Характеристика комплексов пауков лесостепных биоценозов Южного Зауралья // Фауна и экология паукообразных СССР. Труды Зоологического ин-та АН СССР. Т.139. Л.: Наука. С. 92–98.
14. Полянин А. Б., Пахоруков Н. М. 1986. К изучению фауны и экологии пауков Ильменского им. В. И. Ленина государственного заповедника // Современное состояние и перспективы научных исследований в заповедниках Сибири: Тезисы докладов. Москва. С. 150–152.
15. Пахоруков Н. М., Полянин А. Б., 1987. Материалы к фауне пауков Ильменского заповедника // Фауна, экология беспозвоночных животных Челябинской области. Свердловск. С. 13–21.
16. Пахоруков Н. М., Уточкин А. С. 1987. Учет и освоение паукообразных и насекомых Урала и прлежащих районов // Экология рациональное использование и охрана природных ресурсов. Свердловск: изд-во УрО АН СССР.
17. Пахоруков Н. М., Ефимик В. Е., 1988. К фауне пауков Башкирского государственного заповедника // Фауна и экология паукообразных. Пермь: Изд-во ПГУ. С. 15–34.
18. Полянин А. Б., Пахоруков Н. М., 1988. Фауна пауков лесного пояса Южного Зауралья // Фауна и экология паукообразных. Пермь: Изд-во ПГУ. С. 61–80.
19. Пахоруков Н. М., 1989. Фауна пауков и некоторые тенденции ее изменения в лесостепных биоценозах Троицкого заказника // Насекомые в биогеоценозах Урала. Свердловск. С. 51–51.
20. Есюнин С. Л., Пахоруков Н. М., 1992. Фауна пауков (Aranei) Троицкого заказника // Членистоногие охраняемых территорий Челябинской области. Свердловск. С. 3–28.
21. Полянин А. Б., Пахоруков Н. М., 1992. Пауки травяно-кустарничкового яруса некоторых биоценозов Ильменского заповедника // Фауна и экология пауков, скорпионов и ложноскорпионов // Труды Зоол. ин-та РАН. Т. 226. Л.: Наука. 1990. С. 12–18.
22. Пахоруков Н. М., Есюнин С. Л., Полянин А. Б., 1995. Фауна пауков (Arachnida: Aranei) лесного хозяйства "Предуралье", Пермская область // Фауна и экология пауков. Пермь: Изд-во ПГУ. 1994. С. 25–38.
23. Полянин А. Б., Пахоруков Н. М., 1992. Пауки травяно-кустарничкового яруса некоторых биоценозов Ильменского заповедника // Фауна и экология пауков, скорпионов и ложноскорпионов // Труды Зоол. ин-та РАН. Т. 226. Л.: Наука. 1990. С. 12–18.
24. Pakhorukov N.M. 1993. Alexander Stepanovich Utochkin (1924—1992) // Arthropoda Selecta. Vol.1 (for 1992). No.4: 87–88. (Scopus)

### Книги
1. Василевич В. И., Пахоруков Н. М., Рубинштейн В. З. 1976. Опыт изучения связей беспозвоночных с растительными группировками // Количественные методы в экологии и биоценологии животных. Л.: Наука, 1976.
2. Пахоруков Н.М. 1980. Пауки якшинского профиля // Взаимосвязи компонентов лесных и болотных экосистем средней тайги Приуралья. Л.: Наука, 1980. С.160–171.
3. Василевич В.И., Пахоруков Н.М., Рубинштейн В.З., Рубинштейн Н.Р. 1980. Связь некоторых групп животного населения с растительными группировками // Взаимосвязи компонентов лесных и болотных экосистем средней тайги Приуралья. Л.: Наука, 1980.
4. Арахнологи Советского Союза (специалисты по паукообразным, кроме клещей)  / Сост. Н. М. Пахоруков. Пермь: Пермск. госуд. универ., 1989.

#### Учебные пособия
1. Пахоруков Н. М. 1983. Экология насекомых. Программа спецкурса. Пермь: Изд-во Пермского государственного ун-та.
2. Пахоруков Н. М. 1983. Общая энтомология. Программа спецкурса. Пермь: Изд-во Пермского государственного ун-та.
3. Лыков В. А., Пахоруков Н. М. 1983. Арахнология. Программа спецкурса. Пермь: Изд-во Пермского государственного ун-та.
4. Пахоруков Н. М., Полянин А. Б., Масалкина Т. М. 1986. Зоология беспозвоночных. Водная фауна. Методические указания к летней практике. Пермь: издательство ПГУ.
5. Пахоруков Н. М., Лыков В. А. 1985. Зоология беспозвоночных. Наземные паукообразные. Методические указания к летней практике в Троицком заказнике. Пермь: Изд-во Пермского государственного ун-та. 35 с.
6. Пахоруков Н. М. 1989. Энтомология. Программа спецкурса. Пермь: Изд-во Пермского государственного ун-та.
7. Пахоруков Н. М. 1992. Экология насекомых. Программа спецкурса. Пермь: Изд-во Пермского государственного ун-та.
8. Лямин, Н. М. Пахоруков Н. М. Биоразнообразие и экология беспозвоночных животных. Наземная фауна: учеб. пособие по полевой практике. Пермь: Перм. гос. ун-т, 2009. 176 с.